# Jim Herrick
Jim Herrick (1944) filósofo inglés, es vicepresidente de la Sociedad Nacional Secular de Gran Bretaña, miembro de la Rationalist Association (creada en 1899 en el Reino Unido) y Presidente de la Asociación Humanista de gais y lesbianas. 

## Biografía
Estudia en el Trinity College, Universidad de Cambridge. En 2002 recibe el Premio "International Rationalist".

## Obra

### Algunas publicaciones
- 2016, Aspiring to the Truth: Two Hundred Years of the South Place Ethical Society., con una introducción de Nicolas Walter. Publicado × CreateSpace Independent Publishing Platform. ISBN 1-5329793-7-1.
- 2003, Humanism: An Introduction. ISBN 0-301-00301-7 (también publicado × Prometheus Books, 2005. ISBN 1-59102-239-8
- 1995, Humanist Anthology: From Confucius to David Attenborough. Londres, Rationalist Press Association. Editó Margaret Knight; 2ª ed. revisada × Jim Herrick. ISBN 0-301-94001-0
- 1985, Against the Faith: Some Deists, Skeptics and Atheists. Londres: Glover & Blair. ISBN 0-906681-09-X (también publicado × Prometheus Books, 1994. ISBN 0-87975-288-2).
- 1982, Vision and Realism: A Hundred Years of The Freethinker. Londres: GW Foote & Co. ISBN 0-9508243-0-5

- Datos: Q126890